# Варшицкий, Станислав
Станислав Варшицкий (1599 — 25 января 1681) — государственный и военный деятель Речи Посполитой, мечник ленчицкий, воевода мазовецкий (1630—1651), каштелян краковский (1651—1681), маршалок Коронного Трибунала (1662), староста петроковский, пан на Данкуве, владелец Санцыгнюва.

## Биография
Представитель польского шляхетского рода Варшицких герба «Абданк». Сын подкомория серадзского Анджея Варшицкого и Катарины Рокшицкой. Внук мечника ленчицкого Мацея (Матеуша) Варшицкого, брат воеводы мазовецкого Павла Варшицкого и племянник воеводы подляшского Станислава Варшицкого.
Станислав Варшицкий получил образование в Падуанском университете. В 1630 году он получил от польского короля Сигизмунда III Вазы должность воеводы мазовецкого, став сенатором Речи Посполитой. В 1651 году С. Варшицкий был удостоен должности каштеляна краковского.
В 1632 году Станислав Варшицкий был избран депутатом от Черской земли на элекционный сейм, где поддержал кандидатуру Владислава IV Вазы на польский престол. В 1648 году в качестве посла от Черской земли сейм, где поддержал элекцию Яна II Казимира Вазы.
В 1639/1640 году — депутат Коронного Трибунала от Велюнской земли.
В 1650 году Станислав Варшицкий укрепил своё имение Данкув, окружил её дамбами и стеной с бастионами, вырыл ров, который был наполнен водой из соседней реки Лисварта, в результате чего даже шведы не смогли взять эту крепость во время Потопа. Также была укреплена крепость Пилица, принадлежавшая Варшицкому.
Во время Потопа шведы захватили принадлежавшую Варшицкому крепость в Пилице и пленили его гарнизон. Но Станислав Варшицкий смог отбить крепость. Затем заставил шведов отступить от Данкува и выбил шведский гарнизон из замка в Кшепице. Он также участвовал в обороне Ясногорского монастыря, доставив осажденным 12 пушек и стадо крупного рогатого скота.
Замок Станислава Варшицкого в Данкуве посещали король Ян Казимир Ваза, королева Мария Луиза, Стефан Чарнецкий и сенаторы.
Станислав Варшицкий принял участие в рокоше Любомирского против польского короля Яна Казимира Вазы. Он был одним из командиром сандомирского посполитого рушения и предводителем краковской шляхты в битве под Монтвами в 1666 году. В 1672 году С. Варшицкий был членом Голомбской шляхетской конфедерации.
После отречения от власти короля Яна II Казимира Вазы в 1668 году Станислав Варшицкий поддерживал кандидатуру пфальцского курфюрста Филиппа Вильгельма на польский королевский престол. В 1669 году он был избран от Краковского воеводства на элекционный сейм, где поддержал кандидатуру Михаила Корибута-Вишневецкого на престол Речи Посполитой. В 1673 году С. Варшицкий был депутатом от сената в королевском военном совете. В 1674 году в качестве депутата сейма от Краковского воеводства поддержал элекцию Яна III Собеского на польский престол.
В 1669 году он приобрел у Николая Фирлея за 267 тысяч злотых имения Огродзенец, Быдлин, Влодовице, Кромолов и Заверце вместе с серебряными приисками под Олькушем. В 1669—1680 годах Станислав Варшицкий частично перестроил замок Огродзенец, разрушенный во время Шведского потопа, а также принадлежавшие ему города и села. В своих имениях он возводил искусственные пруды и каналы, способствовал развития ткачества, керамического и каменного производства, а также поддерживал торговлю. Против него было заведено много уголовных дел, в том числе за убийство дворянки Магдалены Конопанской.

## Браки и дети
1-я жена с 1632 года — Елена Вишневецкая (ум. 1660), дочь воеводы русского, князя Константина Вишневецкого (1564—1641). Благодаря браку, Станислав Варшицкий получил в приданое Пилицу, Мжиглуд, Казимеж и 39 деревень, значительно увеличив свои земельные владения. Их дети:
- Ян Кшиштоф Варшицкий, владелец Пилицы и Огродзенца

2-я жена — дочь воеводы подольского Александра Белжецкого (имя неизвестно). Второй брак был бездетным.

## Дворцы и замки

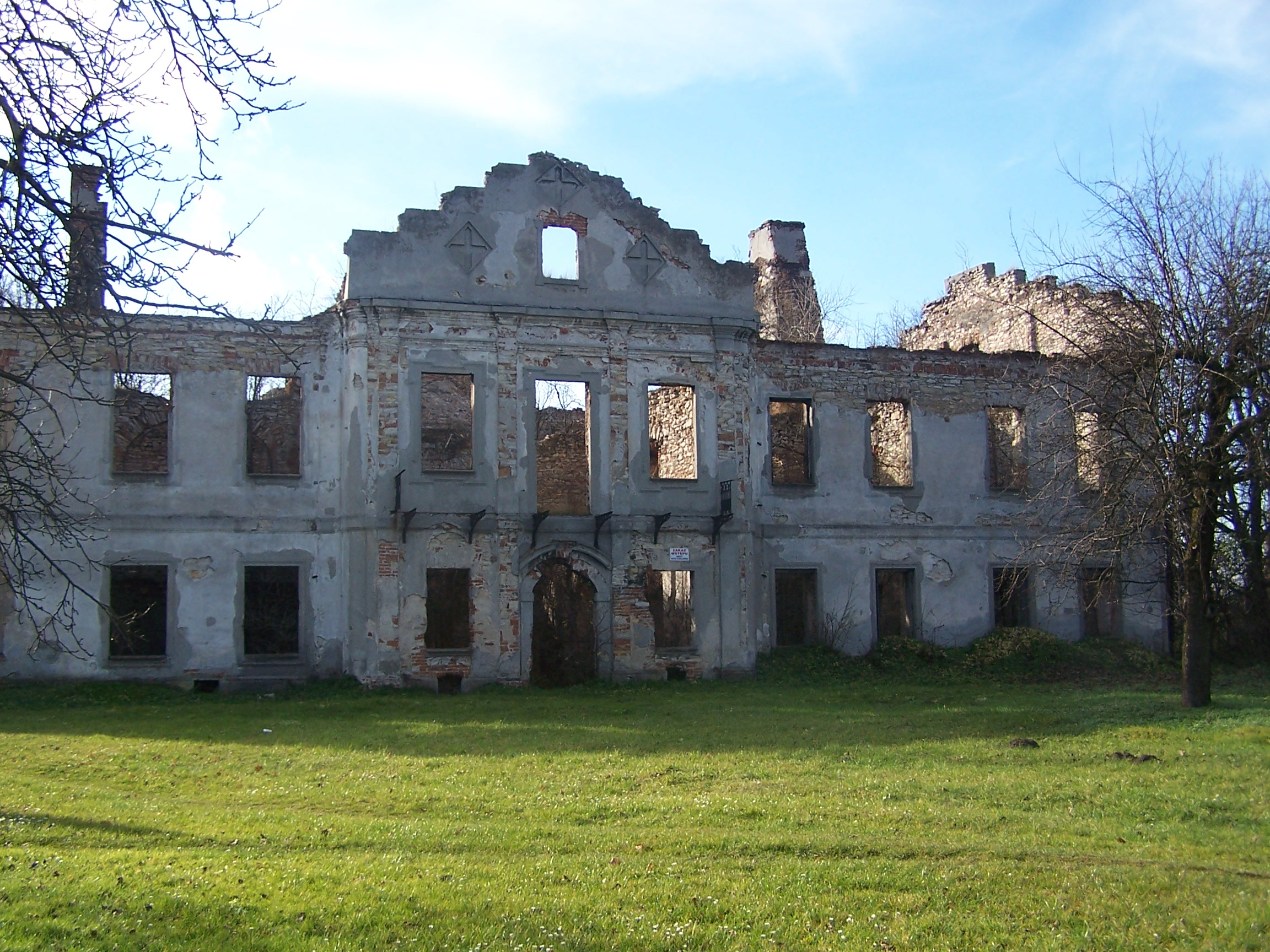
Руины замка во Влодовице
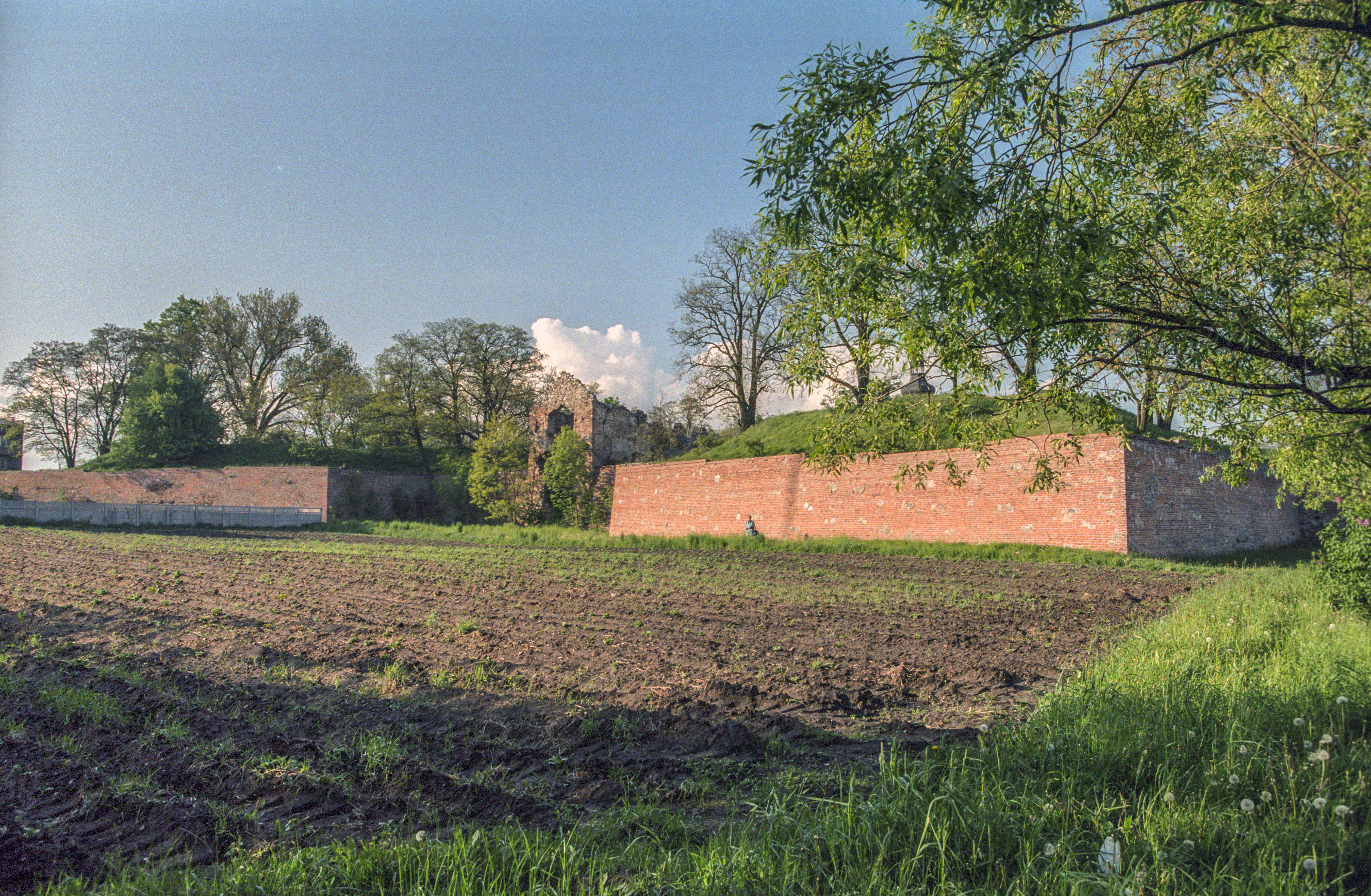
Руины замковых бастионов в Данкуве
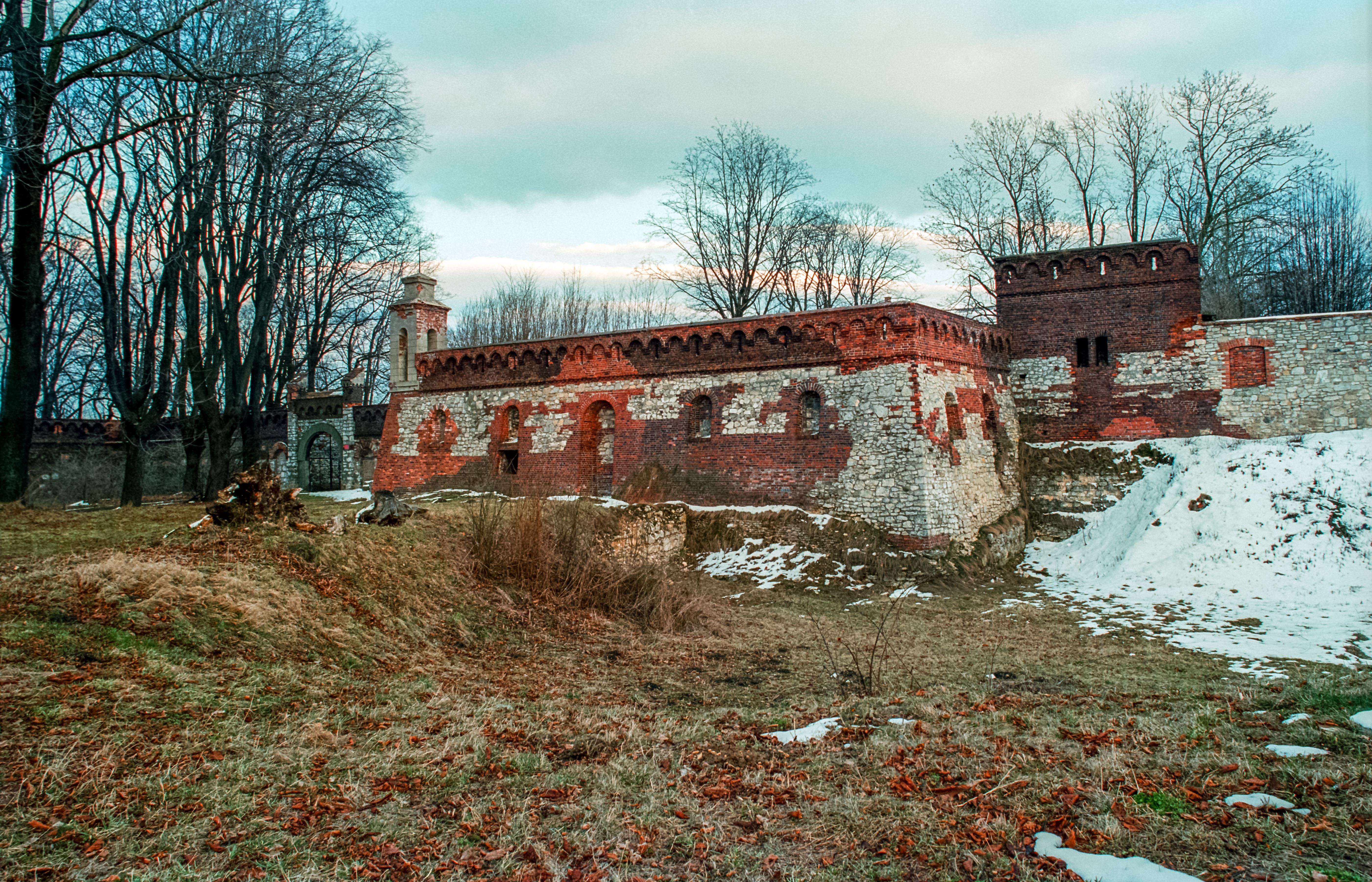
Замковые бастионы, построенные Станиславом Варшицким около 1651 года в Пилице
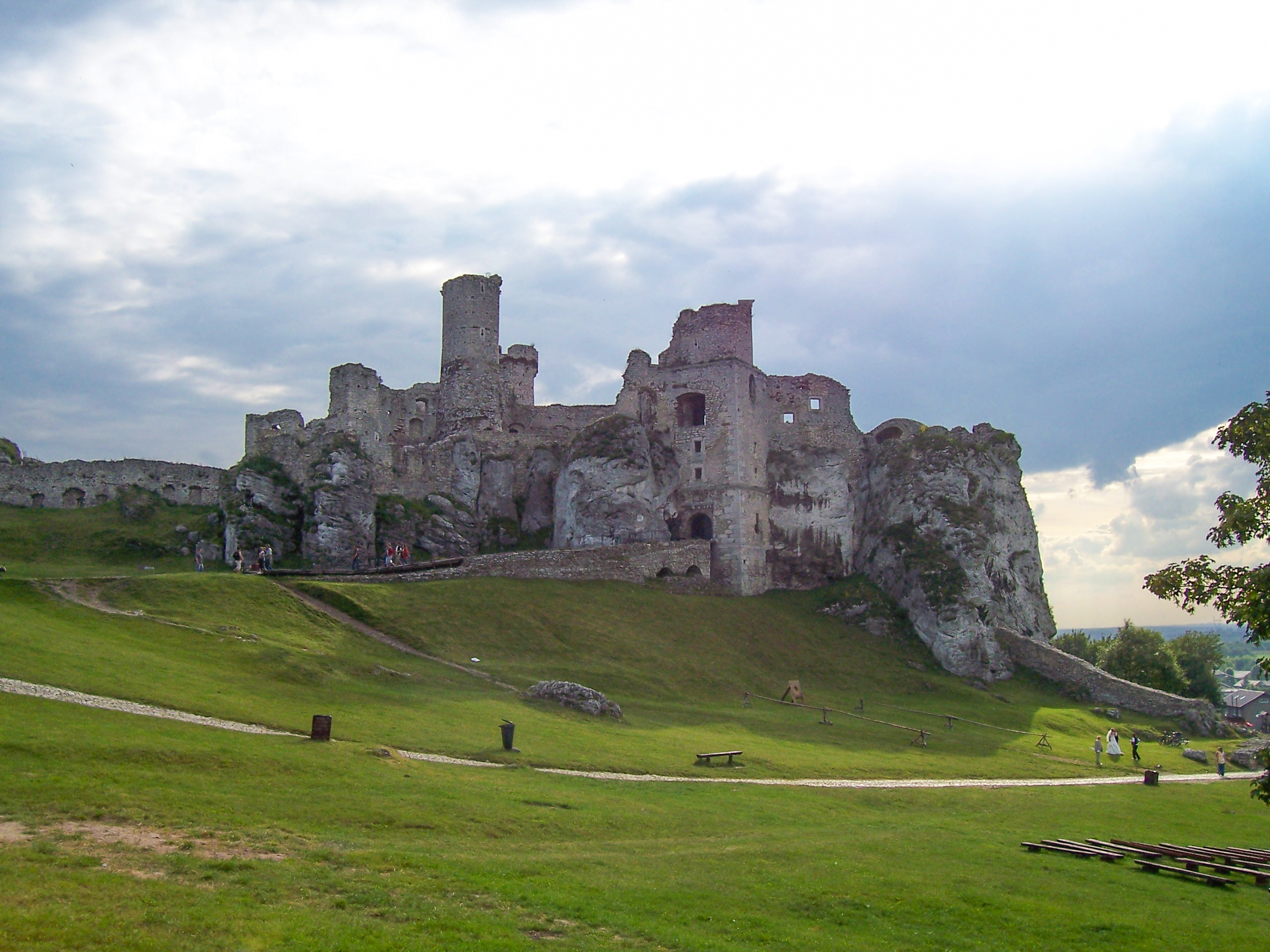
Замок в Оргодзенце, владение Варшицкого с 1669 года
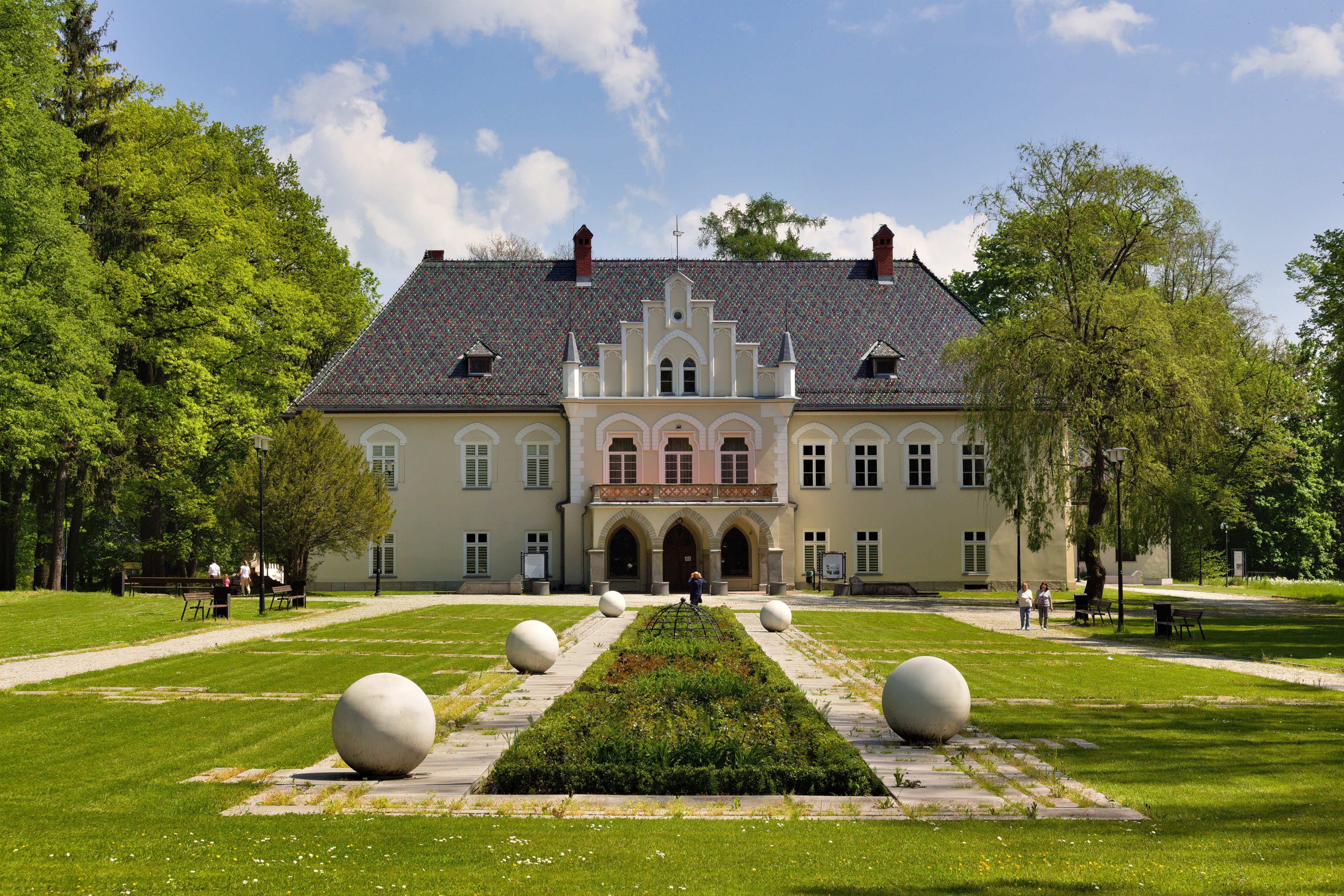
Двор в Лодыговице